# Сельское поселение Тундрино
Се́льское поселе́ние Тундрино — муниципальное образование в Сургутском районе Ханты-Мансийского автономного округа Российской Федерации.
Административный центр — посёлок Высокий Мыс.

## История
Статус и границы сельского поселения установлены Законом Ханты-Мансийского автономного округа - Югры от 25 ноября 2004 года № 63-оз «О статусе и границах муниципальных образований Ханты-Мансийского автономного округа - Югры»

## Население
| 2010 | 2012 | 2013 | 2014 | 2015 | 2016 | 2017 |
| ---- | ---- | ---- | ---- | ---- | ---- | ---- |
| 506  | ↘464 | ↘434 | ↘431 | ↘418 | ↘402 | ↘394 |
| 2018 | 2019 | 2020 | 2021 |      |      |      |
| ↘389 | ↘388 | ↘378 | ↗524 |      |      |      |

## Состав сельского поселения
| № | Населённый пункт | Тип населённого пункта          | Население |
| - | ---------------- | ------------------------------- | --------- |
| 1 | Высокий Мыс      | посёлок, административный центр | 408       |
| 2 | Тундрино         | село                            | ↗464      |